# مقبس إي أم 2+
مقبس إي أم 2+ (بالإنجليزية: +Socket AM2) وهو مقبس من إنتاج شركة إي أم دي ليبدل مقبس إي أم 2 في وحدات المعالجة للحوايسب المكتبية, وهو عبارة عن حل فوري إلى حين انتهاء إي أم دي من تطوير مقبس إي أم 3. وبالإضافة أن مقبس إي أم 2 متلائم كليا مع مقبس إي أم 2, وهذا يعني أن كل وحدات المعالجة التي تعمل على مقبس إي أم 2+ بإمكانها أن تعمل على مقبس إي أم 2 وكل حدات المعالجة التي تعمل على مقبس إي أم 2 بإمكانها أن تعمل على مقبس إي أم 2+ ولكن كلى الحاتلين تعمل بسرعة نقل بيانات أبطأ التابعة لمقبس إي أم 2.
والاختلاف الأساسي بين الإثنين هو أن مقبس أن إي أم 2+ يعمل بتكنولوجيا هيبر ترانسبورت 3.0 أي بسرعة 2.6 GT/s بينما مقبس إي أم 2+ يعمل بتكنلوجيا هيبر ترانسبورت 2.0 أي بسرعة 1 GT/s. وبالإضافة يستخدم مقبس إي أم 2+ نظامين للطاقة منفصلين واحد للّب المعالجة والآخر للمتحكم بالذاكرة. وهذا يساعد على توفير الطاقة الكهربائية خصوصا عند استخدام وحدات معالجة الرسوميات المندمجة, فتقوم وحدة المعالجة بتخفيض استهلاك الطاقة بينما يبقى المتحكم بالذاكرة ليساعد وحدة معالجة الرسوميات بعرض الفيديوهات.
وأعلنت شركة إي أم دي أن وحدات المعالجة التي تعمل على مقبس إي أم 3 سوف تعمل على مقبس إي أم 2+ ولكن وحدات التي تعمل على مقبس إي أم 3